# 内胚层
内胚层（Endoderm）是胚胎中最内的一胚层。在绘图中，内胚层传统上用黄色表示。
它会形成以下器官的表皮：
- 消化道（口腔和肛门例外）包括消化腺
- 肝
- 胰
- 甲状腺
- 胸腺
- 呼吸道
- 膀胱
- 尿道

## 语源学
内胚层一词是源于：to enteron（希腊语）＝肠，其实是“内”之意。to derma（希腊语）＝皮
内胚层和植物的内皮容易混淆。

## 附加圖片

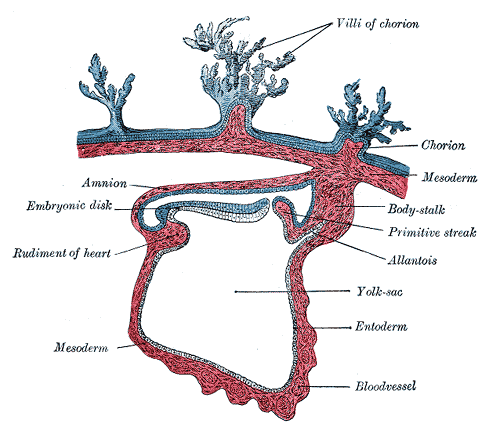
穿過胚胎部分.
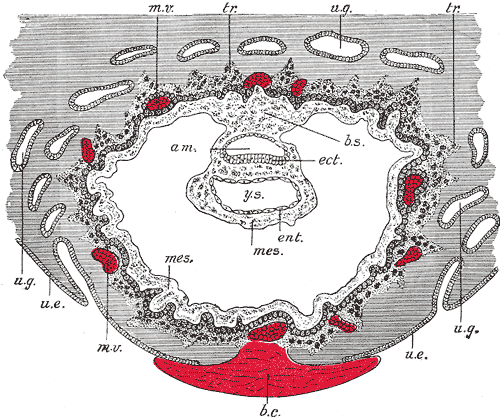
Section through ovum imbedded in the uterine decidua
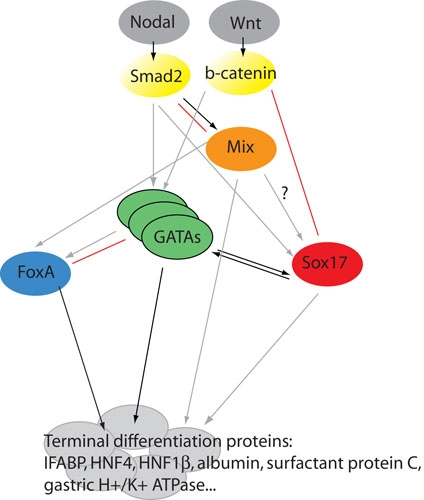
Signaling pathway to inducing endoderm

## 参看
- 胚层
- 胚胎